# Петров Олег Володимирович
Оле́г Володи́мирович Петро́в (20 серпня 1960, Павлоград — 20 січня 2023, Київ) — український політик.

## Біографічні відомості
Народився 20 серпня 1960 року в місті Павлоград, Дніпропетровської області в сім'ї військовослужбовця рос.; одружений; мав сина і дочку. К.соціол.н.; голова правл. Укр. молодіжного аерокосмічного об'єднання «Сузір'я»; президент Укр.-корейського т-ва дружби і співробітництва.

## Освіта
Дніпроп. держ. ун-т, фіз. ф-т (1986), фізик; канд. дис. «Соціальне реґулювання електоральної поведінки в умовах українського суспільства, що трансформується» (1999, Харків. держ. ун-т).

## Трудова діяльність
- 1977—1978 — матрос Чорноморського морського пароплавства.
- 1978—1979 — електромонтер Павлоградський районного вузла зв'язку.
- 1979—1981 — служба в армії.
- 1981—1986 — студент Дніпропетровського державного університету.
- 1986—1990 — командир-інспектор обласного студентського будзагону, завідувач відділу студентської молоді Дніпропетровського обкому ЛКСМУ.
- З 1990 — в ракетно-космічній галузі.
- 1991—1994 — голова правління Українського молодіжного аерокосмічного об'єднання «Сузір'я».
- 11.1994-07.1997 — завідувач відділу взаємодії з громадсько-політичними організаціями Кабінету Міністрів України.
- 07.1997-04.1998 — заступник Міністра Кабінету Міністрів України.

Народний депутат України 3 склик. 03.1998-04.2002, виб. окр. № 211, Черніг. обл. На час виборів: заступник Міністра КМ України, член НДП. Голова підкомітету з питань науково-технічної творчості Комітету з питань молодіжної політики, фізичної культури і спорту (з 07.1998; пізніше — Комітет з питань молодіжної політики, фізичної культури, спорту та туризму); член фракції НДП (з 05.1998).
Народний депутат України 4 склик. з 04.2002, виб. окр. № 211, Черніг. обл., висун. Вибор. блоком політичних партій «За єдину Україну!». За 36.68 %, 10 суперн. На час виборів: нар. деп. України, член НДП. Член фракції «Єдина Україна» (05.-06.2002), уповноважений представник фракції НДП (06.2002-05.2004), член фракції НДП та ПППУ (05.-12.2004), член фракції «Трудова Україна» та НДП (12.2004-02.2005), уповноважений представник фракції НДП та групи «Республіка» (02.-04.2005), позафр. (04.-09.2005), член фракції НДП і партії «Трудова Україна» (09.-10.2005). Голова підкомітету з питань фізичного та військово-патріотичного виховання молоді Комітету з питань молодіжної політики, фізичної культури, спорту і туризму (06.2002-09.2005), секретар Комітету з питань молодіжної політики, фізичної культури, спорту і туризму (з 09.2005); голова депутатської групи ВР України з міжпарламентських зв'язків з Національною асамблеєю Республіки Корея (з 07.2002).
03.2006 канд. в нар. деп. України від Блоку НДП, № 8 в списку, чл. НДП.
Президент Федерації аматор. кікбоксингу України.
Був головою Контрольно-ревізійної комісії НДП.
Почесний працівник ракетно-космічної галузі.
Майстер спорту СРСР з боксу.
Орден «За заслуги» III (10.2000), II ст. (07.2003). Орден Святого Станіслава III ступені. Почесна грамота КМ України (12.2004).
Автор книги «Социологические избирательные технологии» (1998). Має авторські свідоцтва на винаходи.